# Nihe, Panji
Nihe (kinesiska: 泥河) är en köping  i östra Kina. Den ligger i stadsdistriktet Panji i staden Huainan i provinsen Anhui, omkring 110 kilometer norr om provinshuvudstaden Hefei.